# MH Klapka György 1. Páncélosdandár
A Magyar Honvédség Klapka György 1. Páncélosdandár a Magyar Honvédség egyik legnagyobb szárazföldi katonai szervezete, amely az MH Szárazföldi Parancsnokság közvetlen irányítása alá tartozik. A dandár névadója Klapka György honvéd tábornok, helyőrsége Tatán van, helyőrségi lőtere pedig Szomódon.

## Története
A dandár jogelődje a Magyar Néphadsereg 17. Önálló Nehézharckocsi és Rohamlöveg Ezred volt. Az alakulat felállítását 1950 októberében, a kiképzést pedig novemberben kezdték meg Székesfehérváron. Az alakulat 1953-ban Bajra költözött és a megnevezése ettől kezdve Magyar Néphadsereg 31. Nehézharckocsi és Rohamlöveg Ezred lett. Négy év múlva – 1957. húsvétján – tovább költözött Tatára.
1961-ben az éppen megalakuló Magyar Néphadsereg 11. Harckocsi Hadosztály alárendeltségébe került, mint első lépcsős alakulat. 1987-ben a hadosztály megszűnésével az Magyar Néphadsereg 1. Gépesített Hadtest alárendeltségébe került, és megnevezése Magyar Néphadsereg 25. Harckocsi Dandár lett.
1990. május 4-én a katonai szervezet felvette Klapka György nevét, így az alakulat a Magyar Honvédség 25. Klapka György Harckocsi Dandár megnevezést viselte. A 90-es évek közepén Magyar Honvédség 25. Klapka György Önálló Gépesített Lövészdandár megnevezésre tért át.
Az 1997. március 1-jétől az alakulat megnevezése Magyar Honvédség 25. Klapka György Gépesített Lövészdandár lett, és a dandár kötelékében megjelent két újabb lövész alegység, a 2. és a 3. gépesített lövész zászlóalj.
A 3. gépesített lövész zászlóalj feltöltésre soha nem került, a dandár állománytáblájában 1999-ig szerepelt, akkor felszámolták, a technikai készletei ekkor leadásra kerültek. A 2. gépesített lövészzászlóalj felépítése megegyezett az 1. gépesített lövészzászlóaljjal, a feltölthető létszámát tekintve viszont elmaradt tőle, de rendelkezett minden technikai eszközével. A sorkatonai szolgálati idő 6 hónapra csökkent, melyet követően a zászlóaljhoz 2003. második felétől sorállomány már nem vonult be, így a zászlóalj csak szerződéses állománnyal került feltöltésre.
Ez a lépés létszámcsökkenéssel járt. Megszüntetésre került a 2. és a 3. század századtörzse, a szakaszokat pedig integrálták az 1. gépesített lövészszázad parancsnoksága alá. A dandár felderítő és a műszaki századának felszámolását követően a zászlóalj egy – egy felderítő és műszaki szakasszal bővült, a szakaszok szervezetileg a törzstámogató századba kerültek.
2004 májusában – az újabb fegyvernemváltás miatt – ismét megváltozott az Magyar Honvédség 25. Klapka György Könnyű Lövészdandárra. Hadrendből kivonásra került a lövész zászlóaljak BMP-1 gyalogsági harcjárműve, illetve az önjáró tüzérosztály felszámolásával 2SZ1 Gvozgyika 122 mm-es önjáró lövegek. 2004 októberében a szervezetből kivált, és önálló egységként működött tovább a harckocsi zászlóalj, MH 11. Hunyadi Mátyás Harckocsi Zászlóalj néven 2007. március 1-jéig, felszámolásáig és kivonásáig. A 2. lövészzászlóaljat 2005. április 30-i hatállyal felszámolják.
2007. március 1-jétől az alakulat neve Magyar Honvédség 25. Klapka György Lövészdandár, mert az MH 11. Hunyadi Mátyás Harckocsi Zászlóalj egyik harckocsiszázada, valamint egy tüzér- és egy páncéltörőüteg - kiegészülve egy-egy javítószakasszal, ellátó-szállító szakasszal és segélyhellyel - betagozódott az alakulatba "Harcitámogató zászlóalj" néven.
2011. november 15-ével a korábbi Harcitámogató zászlóaljat felszámolták, helyette pedig létrehozták a 11. Harckocsi Zászlóaljat (15 db T-72-es harckocsival), a 101. Tüzérosztályt 2 db vontatott tüzérüteges, azaz 2x6 db D-20-as tarackkal, és egy rádiólokátor szakasszal, ami 2 db SZNAR-10-es mozgócél-felderítő lokátorral, és két optikai figyelőponttal), és a 36. Páncéltörő Rakétaosztályt szintén 2 db páncéltörő rakétaüteges, azaz 2x6 db BRDM-2-es harcjárműre telepített 9M113 Konkursz páncéltörő rakétaindítóval).
2015. április 1-jével a MH 25/88. Könnyű Vegyes Zászlóalj kivált a tatai dandár kötelékéből, és újra önálló alakulat lett a Magyar Honvédség Összhaderőnemi Parancsnokságnak közvetlenül alárendelve.
2015. márciusában újbóli felállításra került a dandár 2. lövészzászlóalja. Parancsnoka Farkas Gábor alezredes lett, aki korábban az alakulat felderítőfőnöke volt. A 2. lövészzászlóalj felállításának a fő célja az volt, hogy a készenlét elérése után képes legyen a lövész, harckocsi, tüzér és páncéltörő fegyvernemek szakaszszintű tanintézeti kiszolgálására, továbbá az alapkiképzést és az önkéntes tartalékosok képzését is végrehajtják.
A haderő-átszervezés következtében 2023. január 1-jétől új nevet és hadrendi számot visel: Magyar Honvédség Klapka György 1. Páncélosdandár.
2023. szeptember 1-jével 2. lövészzászlóalj diszlokálásra került Kaposvár helyőrségbe a Táncsincs Mihály Laktanyába.

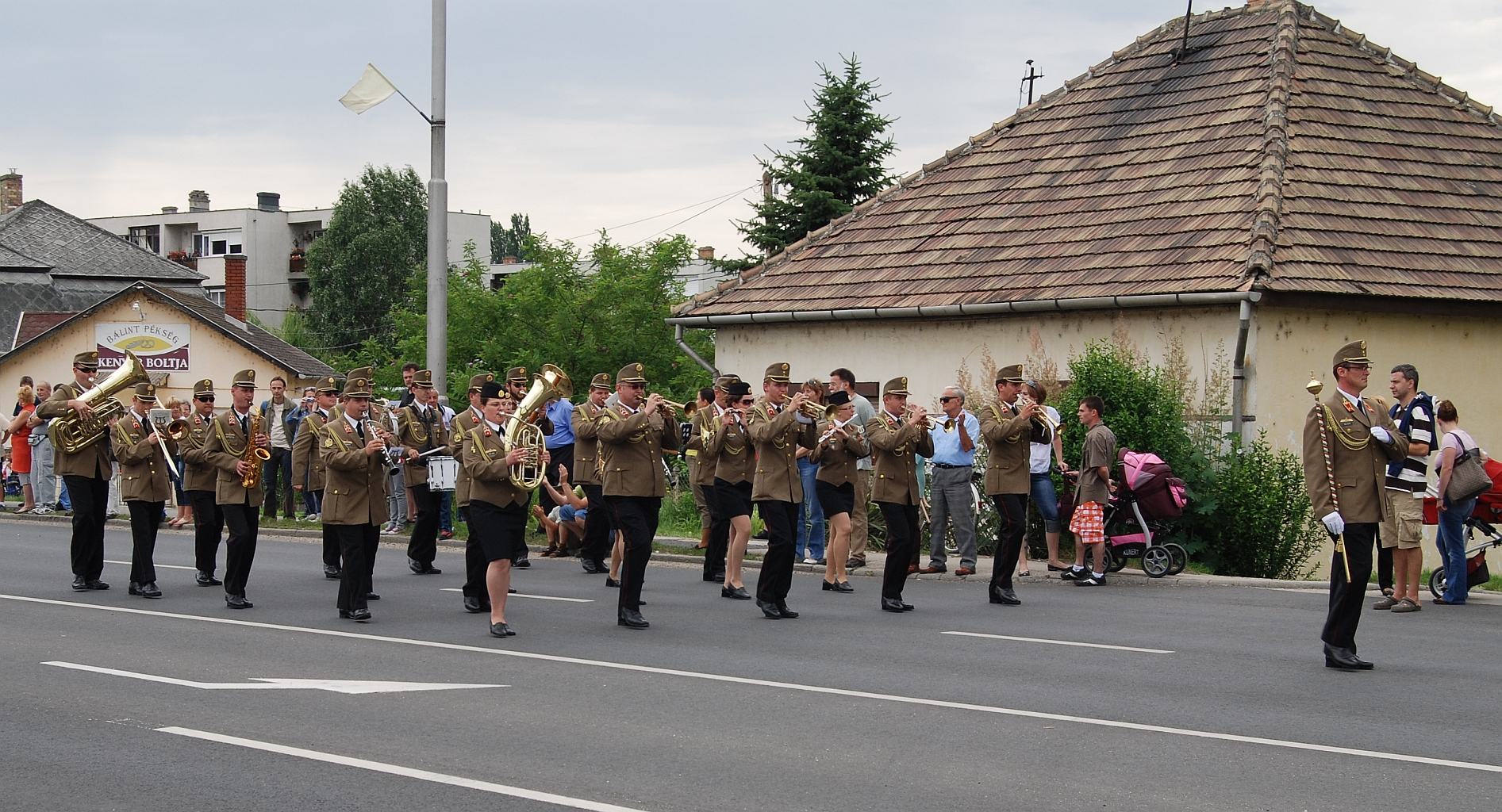
A dandár zenekara, a 2010-es Víz Zene Virág Fesztivál keretein belül megtartott III. Regionális Katonazenekari fesztiválon, Tatán

## Szervezeti felépítése, alegységei még MH 25. Klapka György Lövészdandárként
| Parancsnokság                                                                | Parancsnokság | Parancsnokság                                  | Parancsnokság                      |
| Harcoló alegységek                                                           | Harcbiztosító alegységek                                                                                         | Logisztikai alegységek                         | Helyőrség-támogató alegységek      |
| ---------------------------------------------------------------------------- | --- | ---------------------------------------------- | ---------------------------------- |
| - 25/1. Lövészzászlóalj - 25/2. Lövészzászlóalj - 25/11. Harckocsi Zászlóalj | - Törzstámogató század - 57. Híradó és Vezetéstámogató Század - 36. Páncéltörő Rakétaosztály - 101. Tüzérosztály | - Logisztikai zászlóalj - Egészségügyi központ | - Helyőrség-támogató Parancsnokság |

| A harcoló alegységek szervezeti felépítése | A harcoló alegységek szervezeti felépítése | A harcoló alegységek szervezeti felépítése                                                                                                  | A harcoló alegységek szervezeti felépítése |
| 25/1. Lövészzászlóalj | 25/2. Lövészzászlóalj | 25/11. Harckocsi Zászlóalj |                                            |
| --- | --- | --- | ------------------------------------------ |
| Vezető szervek Parancsnokság Törzs Harcoló alegységek 1. Lövészszázad 2. Lövészszázad 3. Lövészszázad Aknavető szakasz Harcbiztosító alegységek Törzstámogató század Zászlóalj Tűztámogató Részleg Logisztikai alegységek Logisztikai század | Vezető szervek Parancsnokság Törzs Harcoló alegységek 1. Lövészszázad 2. Lövészszázad 3. Lövészszázad Aknavető szakasz Harcbiztosító alegységek Törzstámogató század Zászlóalj Tűztámogató Részleg Logisztikai alegységek Logisztikai század | Vezető szervek Parancsnokság Törzs Harcoló alegységek 1. Harckocsi Század 2. Harckocsi Század Harcbiztosító alegységek Törzstámogató század |                                            |

## Szervezeti felépítése, alegységei MH Klapka György 1. Páncélosdandárként
Parancsnokság, törzs
1. Lövészzászlóalj (BTR-80 és BTR-80A)
11. Harckocsi zászlóalj (Leopard 2A4 és A7)
101. Tüzérosztály (PZH2000 és D20)
36. Páncéltörő-rakétaosztály (Gidrán)
Logisztikai Zászlóalj
57. Híradó és Vezetéstámogató Század
Helyőrségtámogató Parancsnokság